# ديفيد بيتس
ديفيد بيتس (بالإنجليزية: David Bates (physicist))‏ (و. 1916 – 1994 م) هو فيزيائي من المملكة المتحدة . ولد في أوماه .
وكان عضواً في الجمعية الملكية، والأكاديمية الأمريكية للفنون والعلوم .
توفي في بلفاست ، عن عمر يناهز 78 عاماً.

## التعليم
تعلم في جامعة الملكة في بلفاست

## مناصب وهيئات
أدار كلية لندن الجامعية.

## جوائز
حصل على جوائز منها:
- زميل في الجمعية الملكية.